# Purwosari (Pematang Bandar)
Purwosari is een bestuurslaag in het regentschap Simalungun van de provincie Noord-Sumatra, Indonesië. Purwosari telt 2664 inwoners (volkstelling 2010).